# Нечепа, Василий Григорьевич
Василий Григорьевич Нечепа (род. 1 сентября 1950 года в Носовке) — украинский кобзарь, лирник, народный певец, лауреат Государственной премии имени Тараса Шевченко (2006), народный артист Украины (2008), заслуженный артист Украины (1996).

## Биография
Первые уроки получил в своей семье, а чуть позже — у народного скрипача Александра Сопиги. В юношеские годы учился в музыкальной школе, в 1978 году окончил Черниговское музыкальное училище, где его учителем был Заслуженный артист Украины Л. Пашин. В дальнейшем обучался у народного артиста Украины С. Козака, профессора Киевской консерватории. Игре на гуслях и лире учился у мастера А. Корниевского.
С 1967 года Нечепа работал во многих коллективах: был солистом ансамбля песни и танца советских войск в Фюрстенберге, ГДР (1969—1971), солистом заслуженного народного хора «Десна» (1967—1980), выступал в Черниговском народном хоре и в фольклорном ансамбле «Север» при Черниговской филармонии (1983—1985), который сам и создал, непосредственно работал в Черниговской филармонии до 2004 года.
С 2003 по 2006 год работал в Межрегиональной академии управления персоналом (МАУП). В 2005—2006 годах вёл авторскую радиопередачу «Деды наши славные». С 2006 года — старший научный сотрудник НИИ украиноведения Киевского университета. В 2012 году окончил Киевский педагогический университет.
С 1985 года выступает как кобзарь-лирник-певец. Выпустил на профессиональную сцену десятки молодых кобзарей Черниговской группы. Вместе с народным депутатом Украины А. Ермаком стоял у истоков Всеукраинского общества Нестора Махно «Гуляй-Поле». С 2008 года выступает с Национальным оркестром народных инструментов Украины под руководством П. Гуцало (Киев). Гастролировал в Австрии, США, Канаде, Индии, Франции, Дании, Германии, Бельгии, Великобритании.

## Награды
Лауреат литературно-художественной премии имени И. Нечуя-Левицкого (1997), областной премии им. М. Коцюбинского (2013). Лауреат VII международного фестиваля придунайских стран (1981); дипломант I (1983) и II (1985) Всеукраинского конкурса вокалистов в рамках фестиваля «Киевская весна». За концертную программу «В рокоте, рыданиях бандур» получил Государственную премию Украины имени Тараса Шевченко (2006).

## Ссылка
- Кобзар-лірник від бога Архивная копия от 6 марта 2016 на Wayback Machine
- До нас завітав Василь Нечепа Архивная копия от 4 марта 2016 на Wayback Machine
- Рід козацький, величавий Архивная копия от 26 января 2016 на Wayback Machine